# Thom Bell
Thomas Randolph „Thom“ Bell (* 27. Januar 1943 in Philadelphia, Pennsylvania; † 22. Dezember 2022 in Bellingham, Washington) war ein US-amerikanischer Musikproduzent, Pianist, Sänger, Dirigent, Arrangeur und Komponist. Zusammen mit Kenny Gamble und Leon Huff galt Bell als einer der Väter des Phillysounds („The Sound of Philadelphia“).

## Leben
Als Kind erhielt Bell klassischen Klavierunterricht. 1959 sang er im Vokalensemble „The Romeos“ mit Kenny Gamble. Anfang der 1960er arbeitete er als Dirigent, Arrangeur und Komponist für Chubby Checker.
Seine ersten großen Erfolge hatte Bell ab 1967 bei Cameo Records als Produzent von The Delfonics, zu deren Hits beispielsweise La-La (Means I Love You) und Didn’t I (Blow Your Mind This Time) gehören. Ab 1972 produzierte Bell bei Avco Records die Band The Stylistics. In Zusammenarbeit mit Linda Creed, die für die Texte zuständig war, entstanden drei vielbeachtete Alben.
Wenig später wechselte Bell zu Atlantic Records, wo er The Spinners auf die Erfolgsspur zurückführte. Zu ihren größten von Bell produzierten Hits gehören Ghetto Child, Could It Be I’m Falling in Love und Then Came You, letzteres mit Dionne Warwick.
In der Folgezeit arbeitete Bell mit vielen anderen Künstlern zusammen, darunter Johnny Mathis, Billy Paul, Deniece Williams, James Ingram und Elton John.
1996 veröffentlichte Prince auf seinem Album Emancipation Coverversionen von den beiden Songs Betcha by Golly, Wow und La-La (Means I Love You), die Bell geschrieben hatte.
Er starb im Dezember 2022 im Alter von 79 Jahren.

## Auszeichnungen
1975 gewann Thom Bell einen Grammy in der Kategorie „Best Producer of the Year“. 2006 wurde er in die Songwriters Hall of Fame aufgenommen. Im selben Jahr erhielt er den Pioneer Award der Rhythm and Blues Foundation.